# Aleksei Nikolaevič Arbuzov
Aleksej Nikolaevič Arbuzov, in russo Алексей Николаевич Арбузов? (Mosca, 26 maggio 1908 – Mosca, 20 aprile 1986), è stato un drammaturgo russo. Premio di Stato dell'Unione Sovietica 1980.

## Biografia
Arbuzov nacque a Mosca da padre russo e madre greca.
Nel 1914 la sua famiglia si trasferì a Pietrogrado. A dieci anni, abbandonato dal padre e con la madre molto ammalata, fu cresciuto dalla zia materna. A 14 anni iniziò come comparsa del Teatro Mariinskij, a 16 frequentò la scuola di recitazione di Pavel Gaydeburov, diplomandosi nel 1927. Nel 1928 frequentò una compagnia di giro, poi il teatro di un sovchoz nell'area di Mosca, per il quale scrisse la sua prima commedia, La classe (Класс, 1930), nel senso della classe operaia.
Nel 1935 presentò La lunga via, il suo primo successo.
Nel 1939 con il regista Valentin Nikolaevič Pluček, allievo di Mejerchol'd, aprì a Mosca una scuola drammatica mentre il regista Andrej Lobanov portò in scenaTanja al Teatro della Rivoluzione con Maria Bobanova nella parte di una giovane donna divisa tra l'amore e l'impegno politico.
Negli anni della seconda guerra mondiale Arbuzov e Pluček portarono in scena gli spettacoli per i soldati diretti al fronte, tra i quali le sue novità Città all'alba (1940), L'immortale (1942), Una casa a Čerkizovo (1943).
Nel secondo dopoguerra presentò Anni di vagabondaggio (1950), che considerava il suo miglior lavoro, Alla vigilia, riduzione dell'omonimo romanzo di Ivan Turgenev, e Una storia a Irkutsk (1959), sui giovani nel periodo del disgelo post-staliniano alla fine degli anni Cinquanta, che nel periodo 1959-64 è stato replicato per oltre 9 000 volte. La prima italiana è stata il 1º dicembre 1961 al Teatro dell'Officina di Torino, per la regia di Italo Alfaro, mentre al Festival internazionale del teatro di Venezia, nel settembre 1962, è stata presentata la versione originale del Teatro Vachtangov di Mosca per la regia di Evgenij Simonov.
Nel 1965 presentò Il mio povero Marat, nel quale l'azione si svolge durante e dopo l'assedio di Leningrado, che negli anni 1965-69 è stato rappresentato per 3 253 repliche. In lingua inglese ha debuttato al Fortune Theatre di Londra il 17 gennaio 1967 con il titolo The Promise, per la regia di Frank Hauser, con Ian McKellen e Judi Dench;
il debutto italiano è stato al Teatro Eliseo di Roma il 21 dicembre 1967 con il titolo La promessa, per la regia di Valerio Zurlini, con Giulio Brogi , Anna Maria Guarnieri e Giancarlo Giannini, scene e costumi di Franco Zeffirelli, poi trasmesso sul Programma nazionale della Rai il 23 giugno 1970.
Favole del vecchio Arbat negli anni 1970-73 è stato rappresentato per 1 827 repliche.
Commedia all'antica (1975), protagonisti una coppia di anziani, è stato rappresentato per la prima volta in Italia nel 1979 con il titolo Vecchio mondo, prodotto dal Teatro Stabile del Friuli-Venezia Giulia, per la regia di Francesco Macedonio, con Lina Volonghi e Ferruccio De Ceresa.
È stato segretario dell'Unione degli scrittori sovietici e vicepresidente dell'Istituto internazionale del teatro.
È stato sepolto nel cimitero di Kuncevo.

## Vita privata
La prima moglie è stata l'attrice Tat'jana Evteeva (1903-1978), da cui ha avuto la prima figlia Galina (n. 1935), sceneggiatrice.
La seconda moglie è stata Anna Bogačëva, da cui ha avuto Varvara (n. 1940), produttrice, e Kirill (n. 1950), attore.

## La critica
Avril Pyman ha scritto: «Il fascino del suo lavoro risiede nel suo atteggiamento scaltro ma affettuoso verso il prossimo; vede attraverso le debolezze umane il desiderio fondamentale di condurre una vita buona e utile, e crea plausibili, persino simpatici, caratteri positivi».
La tedesca orientale Erika Stephan, nella rivista specializzata Theater der Zeit (1965), aveva osservato: «Arbuzov è diventato da tempo per noi l'esempio di una caratterizzazione dei personaggi sensibile e psicologicamente profonda».
Secondo Susanne Rödel, Arbuzov «preferisce quelle persone che hanno il coraggio di cambiare completamente la propria vita, di mettere alla prova le proprie capacità al limite e di vedere le fantastiche bellezze nella vita di tutti i giorni».
Gianlorenzo Pacini, slavista e traduttore, ha osservato: «Fin dalle sue prime opere Arbuzov si è preoccupato d'interpretare il dramma vissuto dal "nuovo" cittadino sovietico, e soprattutto dei giovani. [...] I protagonisti di Arbuzov sono spesso giovani che, in preda a forze e aspirazioni contrastanti che essi non sono in grado di razionalizzare né di dominare, cercano a lungo e tormentosamente la via d'uscita da una situazione umana addirittura tragica per l'inconciliabilità tra le aspirazioni individuali alla felicità eall'autorealizzazione personale e la repressione di tali aspirazioni richiesta dal modello sociale imposto. L'abituale lieto fine della vicenda riesce appena a velare la drammaticità della situazione umana da essi vissuta».

## Teatro
- La classe (Класс, 1930)
- Idillio (Идиллия, 1931)
- Sei amanti (Шестеро любимых, 1935)
- La lunga via (Дальняя дорога, 1935)
- Tanja (Таня, 1939)
- La città all'alba (Город на заре, 1941)
- L'immortale (Бессмертный, 1942)
- Una casa a Čerkizovo (Домик в Черкизове, 1943)
- Incontro con la gioventù (Встреча с юностью, 1948)
- Anni di vagabondaggio (Годы странствий, 1950)
- Cronaca europea (Европейская хроника, 1952)
- Alla vigilia (Накануне, 1955)
- La dodicesima ora (Двенадцатый час, 1959)
- Una storia di Irkutsk (Иркутская история, 1959)
- La notte prima dell'immortalità (Ночь перед бессмертием, 1960)
- Il figlio perduto (Потерянный сын, 1961)
- Stiamo aspettando da qualche parte... (Нас где-то ждут…, 1962)
- E ancora - un incontro con i giovani (И вновь — встреча с юностью, 1964)
- La promessa (Мой бедный Марат, 1965)
- Confessione notturna (Ночная исповедь, 1967)
- Giorni felici di un uomo infelice (Счастливые дни несчастливого человека, 1968)
- Favole del vecchio Arbat (Сказки Старого Арбата, 1970)
- La scelta (Выбор, 1971)
- In questa dolce vecchia casa (В этом милом старом доме, 1972)
- La mia delizia (Моё загляденье, 1972)
- Luce della sera (Вечерний све, 1974)
- Commedia all'antica (Старомодная комедия, 1975)
- Aspettando (Ожидание, 1976)
- Giochi crudeli (Жестокие игры, 1978)

## Filmografia

### Sceneggiatore
- Tanja, regia di Anatolij Vasil'evič Ėfros (1974)
- Staromodnaja komedija, regia di Ėra Savel'eva e Tat'jana Borisovna Berezanceva (1978)
- Skazki... skazki... skazki starogo Arbata, regia di Savva Jakovlevič Kuliš (1982)

## Opere

### Edizioni originali
- Aleksej Arbuzov, ИЗБРАННОЕ (Opere scelte) 2 voll., Casa editrice «Iskusstvo», Mosca, 1981
- Aleksej Arbuzov, ТЕАТР (Teatro) 2 voll., Casa editrice «Aleteia», San Pietroburgo, 2015

### Edizioni italiane
- Aleksej Arbuzov, Accadde a Irkutsk, in Sipario, traduzione di Milly De Monticelli e Tatiana Isanz, vol. 16, n. 180, aprile 1961,  pp. 57-73.
- Aleksej Arbuzov, La promessa, in Sipario, traduzione di Milly Martinelli, vol. 22, n. 254, giugno 1967,  pp. 59-73.
- Aleksej Arbuzov, Commedia vecchio stile (Staromodnaja komodija) (PDF), in Il dramma, traduzione di Gianlorenzo Pacini, LIII, n. 7-8, settembre-ottobre 1977,  pp. 23-76.